# Institut Goethe
L'Institut Goethe (en allemand : Goethe-Institut) est une organisation à but non lucratif dont la mission principale est de promouvoir l'apprentissage de la langue allemande comme deuxième langue, d'encourager le rayonnement de la culture allemande et de favoriser la coopération culturelle internationale.

## Historique
L'Institut Goethe fut fondé en 1925 sous le nom de Deutsche Akademie (DA) ; il est recréé en 1951 sous le même nom. Aujourd'hui, il est représenté par 158 instituts dans 93 pays (dont 13 en Allemagne), et compte quelque 3 000 employés. Le siège de l'Institut Goethe se trouve à Munich. Il porte le nom de Johann Wolfgang von Goethe, célèbre poète, romancier et dramaturge allemand.

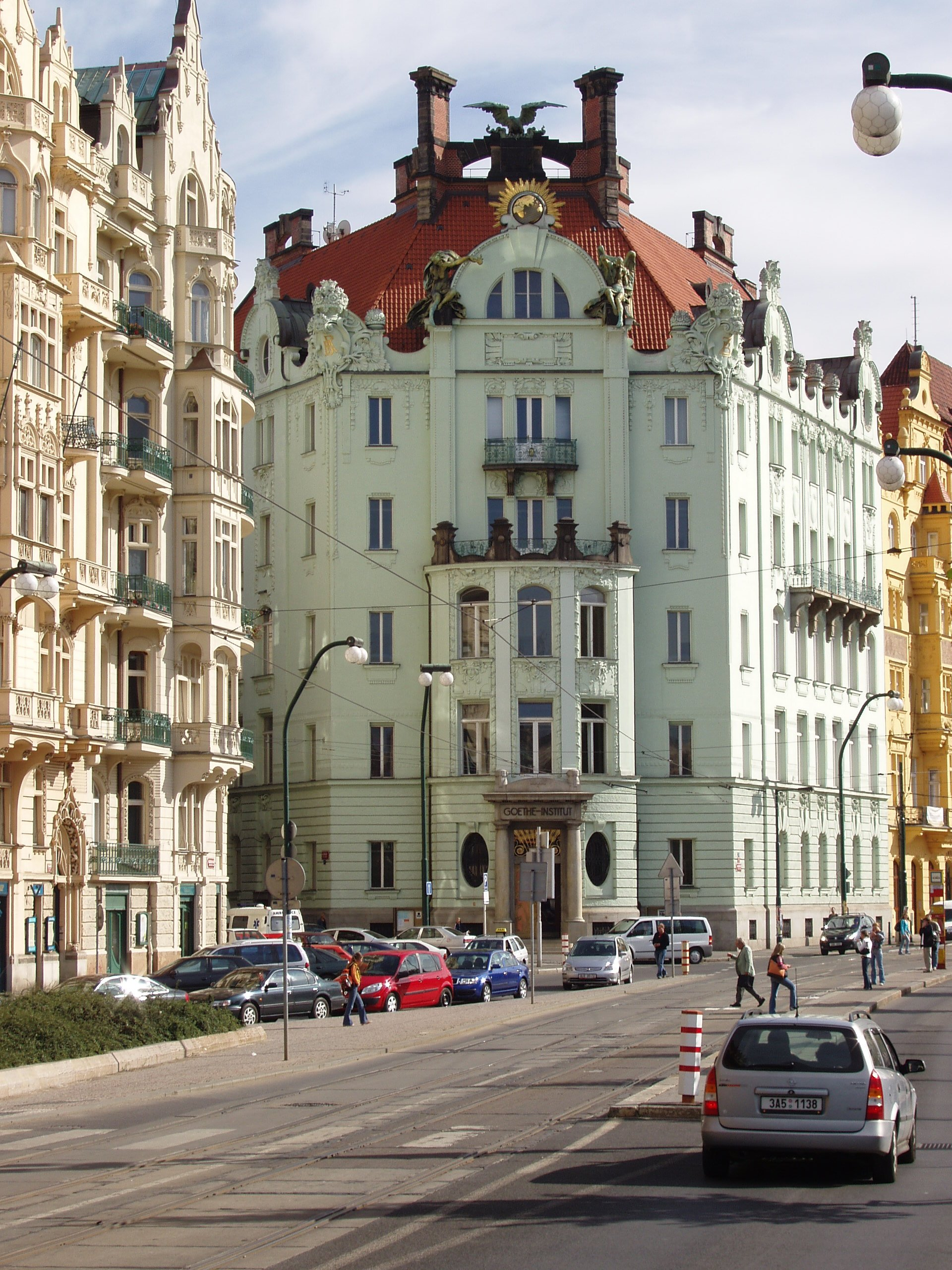
L'Institut Goethe de Prague, quai Masaryk.

## Organisation
L'Institut Goethe est financé par le gouvernement fédéral d'Allemagne. Son budget total est d'environ 366 millions d'euros.
Il délivre des diplômes de langue, comme le Zertifikat Deutsch.

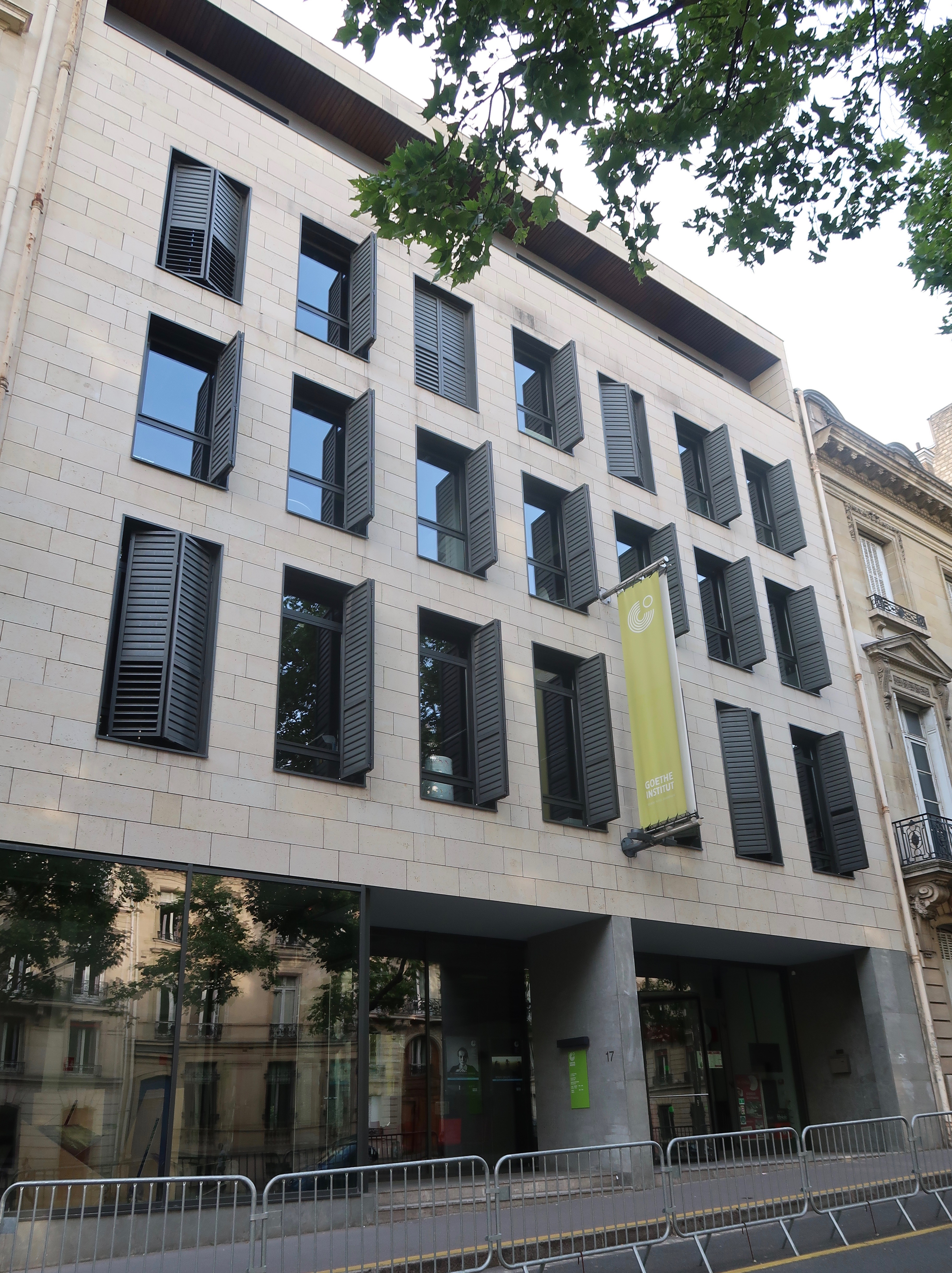
Institut Goethe à Paris.

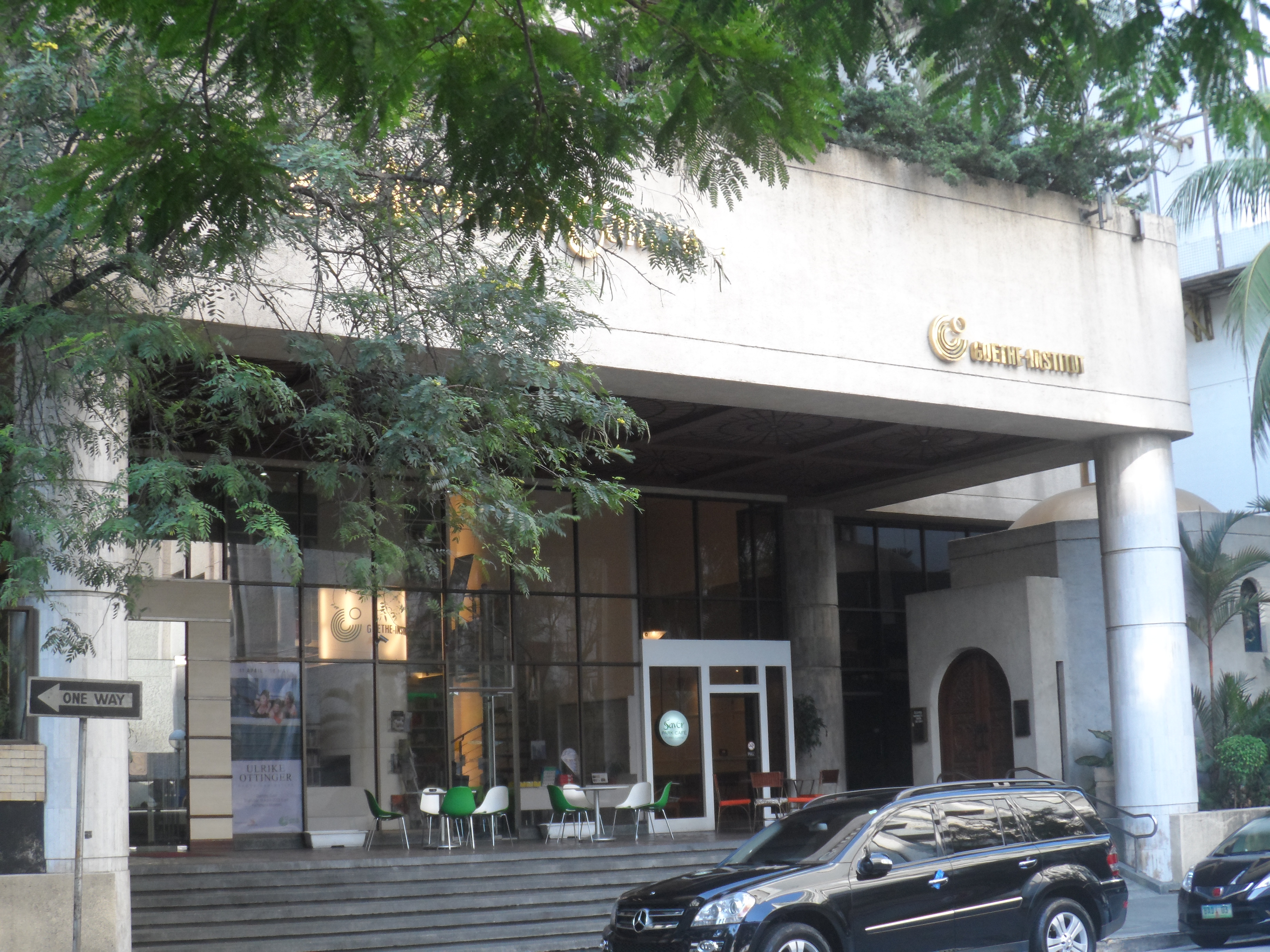
Le Goethe-Institut des Philippines, situé à Makati.

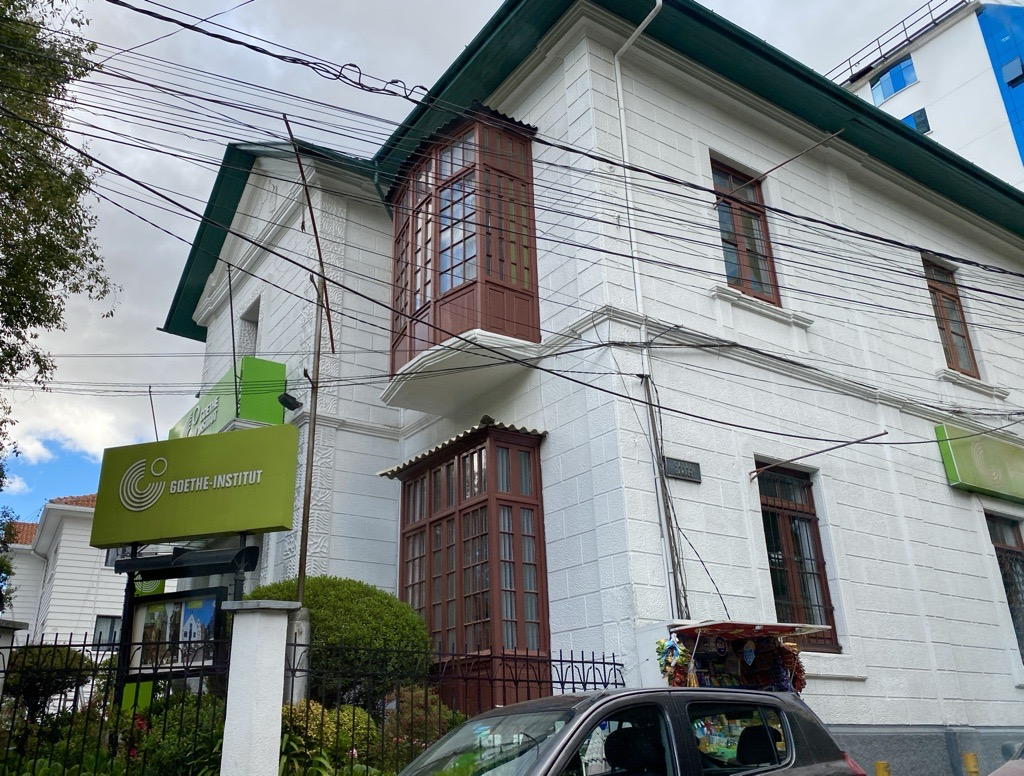
Institut-Goethe à La Paz, Bolivie

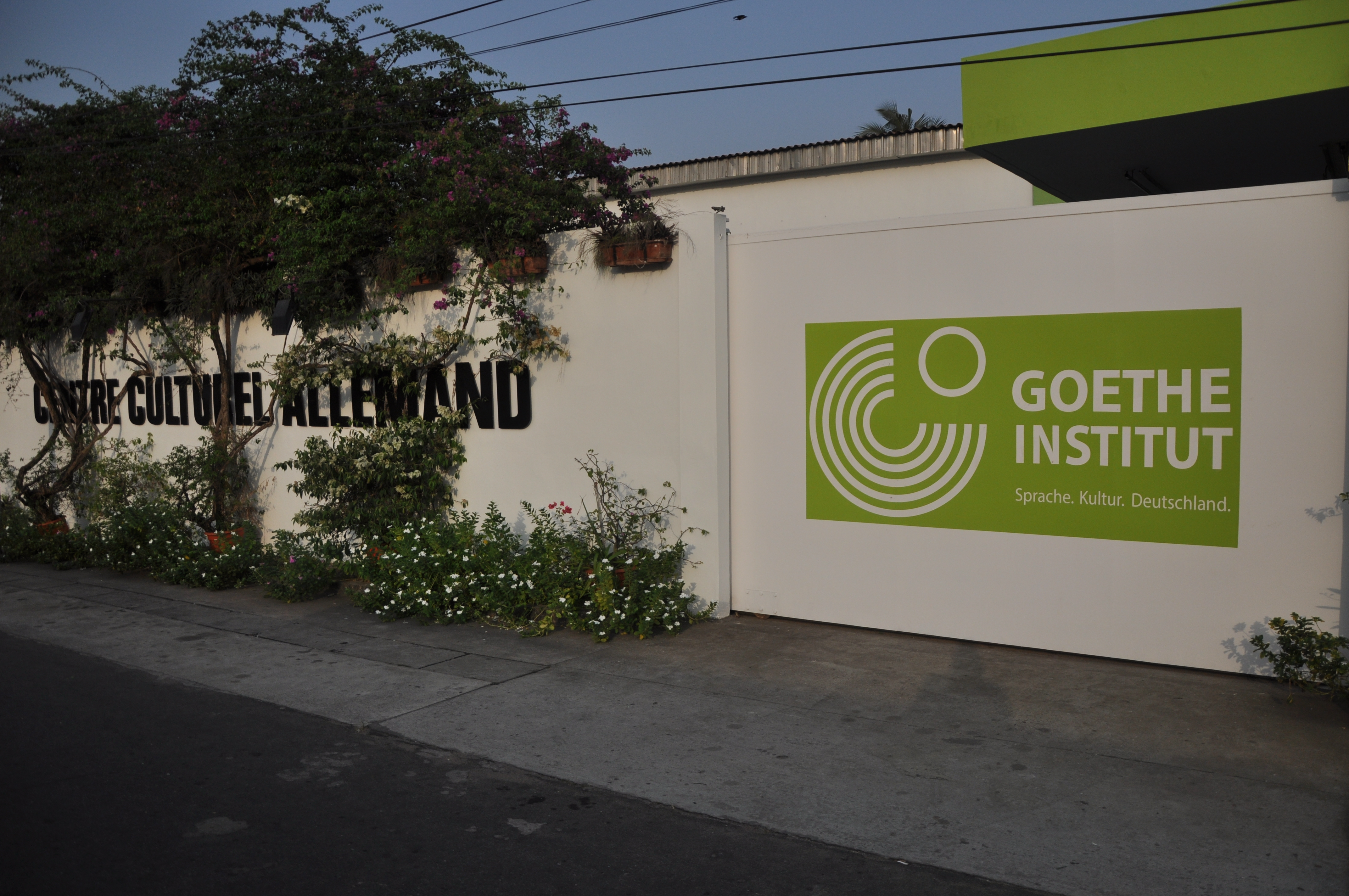
Le Goethe-Institut d'Abidjan, en Côte d'Ivoire

## Les instituts Goethe

### Europe
Lieux de cours en Allemagne :
- Berlin
- Bonn
- Brême
- Dresde
- Düsseldorf
- Francfort
- Fribourg
- Göttingen
- Hambourg
- Mannheim
- Munich
- Schwäbisch Hall

La France dispose de huit instituts dans les villes de Lyon, Marseille, Nancy, hôtel Simon, Paris (17 avenue d'Iéna et 9 rue de Lübeck), Toulouse, et de nombreux partenaires dans les villes d'Aix-en-Provence, Angers, Beauvais, Brest, Clermont-Ferrand, Dijon, Grenoble, Lorient, Montpellier, etc.
Il y a un institut à Bruxelles.
Il existe un Institut à Budapest.
Il existe un Institut Goethe à Londres depuis 1960, et un deuxième à Glasgow.

### Amérique du Nord
Il y a des instituts à Montréal, Ottawa et Toronto.

### Afrique
Il y a un institut à Tunis.
Deux instituts marocains existent : un à Casablanca, et l'autre à Rabat.
Le Goethe-Institut d'Abidjan est ouvert depuis 1971.
Il existe un Institut Goethe à Yaoundé depuis 1961.
Il existe le Goethe-Institut de l'Afrique du Sud à Johannesburg.
Asie
Il existe aussi un Institut Goethe à Riyad en Arabie saoudite. 

## Résidences culturelles
En Turquie à Tarabya, au Japon Villa Kamogawa, à Salvador de Bahia la villa sul.